# BNP Paribas Masters 2010
BNP Paribas Masters 2010 — тенісний турнір, що проходив на кортах з твердим покриттям у місті Paris, Франція з 8 листопада . Належав до категорії ATP World Tour Masters 1000.

## Фінальна частина

### Одиночний розряд
Робін Содерлінг —  Гаель Монфіс 6–1, 7–6(7–1)

### Парний розряд
Магеш Бгупаті /  Максим Мирний —  Марк Ноулз (тенісист) /  Енді Рам 7–5, 7–5